# Feliciano Granati
Feliciano Granati (Giffoni Valle Piana, 26 aprile 1922 – 25 dicembre 1987) è stato un politico italiano.

## Biografia
Feliciano Granati nasce a Giffoni Valle Piana (in provincia di Salerno) il 26 aprile 1922. Ad oggi è l'unico deputato originario di Giffoni Valle Piana.
Laureato in giurisprudenza, sindacalista, a metà anni '50 divenne Segretario Provinciale della Camera del Lavoro.
È eletto per la prima volta deputato nel 1953, nel collegio di Benevento, svolgendo interamente il suo mandato nella III Legislatura (1958-1963).
Nel 1963 è eletto per la seconda volta alla Camera, sempre nel collegio di Benevento (IV Legislatura - 1963-1968).
Da deputato e sindacalista la sua attività è caratterizzata per il sostegno alla lotta contadina, e per le battaglie a favore dei diritti dei lavoratori, delle donne, dei giovani e delle classi sociali più deboli.
In particolare si ricorda:
- 1º luglio 1958 manifestazione e sciopero degli operai cementieri dell'ITALCEMENTI represso nel sangue dalle forze di polizia con il ferimento dello stesso Granati e dell'on. Cacciatore;
- Difesa in una fabbrica dell'avellinese di centinaia di lavoratrici tessili in protesta;
- Battaglia per l'ammissione delle donne all'Istituto Magistrale di Salerno del 1961 (soltanto in quell'anno, infatti, fu abrogata la norma che fissava ai soli maschi la possibilità di accedere agli istituti magistrali).
Nei suoi mandati parlamentari ricoprì i seguenti incarichi:
dal 12 giugno 1958 al 30 giugno 1961
- Componente della	XII COMMISSIONE (INDUSTRIA E COMMERCIO)

dal 1º luglio 1960 al 15 maggio 1963
- Componente della	COMMISSIONE SPECIALE PER L'ESAME DEL DISEGNO DI LEGGE N. 3906: " ISTITUZIONE DELL'ENTE PER L'ENERGIA ELETTRICA E TRASFERIMENTO AD ESSO DELLE IMPRESE ESERCENTI LE INDUSTRIE ELETTRICHE "

dal 27 giugno 1962 al 15 maggio 1963
- Segretario della	XII COMMISSIONE (INDUSTRIA E COMMERCIO)

dal 12 luglio 1963 al 20 gennaio 1965
- Componente della	XII COMMISSIONE (INDUSTRIA E COMMERCIO)

dal 1º luglio 1963 al 4 giugno 1968
- Componente della	XII COMMISSIONE (INDUSTRIA E COMMERCIO)

dal 1º luglio 1963 al 4 giugno 1968
Componente della	COMMISSIONE SPECIALE PER L'ESAME DELLA PROPOSTA DI LEGGE DELFINO N.2 " PIANO STRAORDINARIO PER FAVORIRE LA RINASCITA ECONOMICA E SOCIALE DELL'ABRUZZO - MOLISE "
dal 17 marzo 1964 al 4 giugno 1968
Nel 1991 all'atto della costituzione del Partito della Rifondazione Comunista, i fondatori della sezione di Giffoni Valle Piana decisero di intitolare a Feliciano Granati il locale circolo che, ancora oggi conserva questo nome.
A Feliciano Granati è intitolata una importante strada in Giffoni Valle Piana nei pressi del luogo che gli diede i natali.